# Pseudotettigonia amoena
Pseudotettigonia, Pseudotettigoniinae
Sous-famille
Genre
Espèce
Pseudotettigonia amoena est une espèce fossile de sauterelles de la famille des Tettigoniidae, la seule du genre Pseudotettigonia et de la sous-famille des Pseudotettigoniinae.

## Espèces sœurs
Le genre Pseudotettigonia a deux espèces :
- Pseudotettigonia amoena Henriksen 1929
- Pseudotettigonia leona Greenwalt and Rust 2014

### Ouvrages
- Henriksen, 1922 : Eocene insects from Denmark. Danmarks geologiske undersøgelse. n. 37, fasc. 18, p. 1-36.
- Zeuner, 1937 : Descriptions of new genera and species of fossil Saltatoria (Orthoptera). Proceedings of the Royal Entomological Society of London B, vol. 6 p. 154-159.
- Sharov, 1962 : Osnovy paleontologii Chlenistonogie, trakheinye i khelitserovye.